# Kenji Yamamoto (compositor nascido em 1958)
Kenji Yamamoto (1 de julho de 1958) é um compositor japonês.
Ele é conhecido por ter composto várias trilhas-sonoras de jogos eletrônicos e animes, principalmente na franquia Dragon Ball Kai.
Em alguns trabalhos, está creditado com o nome artístico Kenz.
Ele é pai da também compositora Kanon Yamamoto, muitas vezes creditada como cAnON..